# Part of Your World
«Part of Your World» (с англ. — «Часть твоего мира») ― песня, написанная лириком Ховардом Эшманом и композитором Аланом Менкеном в 1986 году для полнометражного анимационного фильма «Русалочка» (1989). Ее исполнила актриса и певица Джоди Бенсон, которая также озвучила Ариэль. Песня представляет собой балладу о том, как главная героиня желает стать человеком.
Режиссёры Рон Клементс и Джон Маскер первоначально попросили Эшмана написать песню для Ариэль, в которой она выражает свои романтические чувства к принцу Эрику, но автор текста посчитал, что песня, в которой подробно описывается увлечение персонажа человеческим миром подойдет больше . Для записи песни Эшман нанял Бенсон, с которой он ранее уже сотрудничал. Исполнительный директор Disney Джеффри Катценберг первоначально распорядился, чтобы песня была удалена из фильма из-за опасений, что детям станет скучно слушать ее. Однако, Эшман, Клементс, Маскер и аниматор Глен Кин в конечном счете убедили Катценберга, что «Part of Your World» имеет важное значение для повествования фильма. Песня понравилась зрителям во время тестового показа и была оставлена в мультфильме.
Песня получила признание критиков, которые высоко оценили ее текст и вокальное исполнение Бенсон. Несколько публикаций в СМИ сходятся во мнении, что «Part of Your World» входит в число величайших песен Диснея, когда-либо написанных. Критики предлагали различные интерпретации текста, начиная от стремления к независимости от чрезмерно заботливых родителей и заканчивая феминизмом. «Part of Your World» стала фирменной песней Бенсон, которую она продолжает исполнять по сей день. Ее также исполняли такие певцы, как Фейт Хилл, Джессика Симпсон, Майли Сайрус, Бруно Марс, Карли Рей Джепсен, Джесси Джей, Оливия Ньютон-Джон и Сара Бареллис.

## Сертификации
| Регион                                                                      | Сертификация | Продажи |
| --------------------------------------------------------------------------- | ------------ | ------- |
| США (RIAA)                                                                  | Золотой      | 500 000 |
| Данные о продажах + прослушиваниях приведены только на основе сертификации. |              |         |